# Aeroportul Sindhudurg
Aeroportul Sindhudurg (IATA: SDW, ICAO: VOSR) este un aeroport din Sindhudurg district⁠(d), Konkan division⁠(d), Maharashtra, India ce deservește zona Sindhudurg Fort⁠(d). Aeroportul a fost tranzitat în decembrie 2022 de 2.284 de pasageri.
Situat la o altitudine de 62 m, aeroportul dispune de o singură pistă.